# Liste der Bodendenkmäler in Goldbach (Unterfranken)
Auf dieser Seite sind die Bodendenkmäler in dem unterfränkischen Markt Goldbach zusammengestellt. Diese Tabelle ist eine Teilliste der Liste der Bodendenkmäler in Bayern. Grundlage ist die Bayerische Denkmalliste, die auf Basis des Bayerischen Denkmalschutzgesetzes vom 1. Oktober 1973 erstmals erstellt wurde und seither durch das Bayerische Landesamt für Denkmalpflege geführt wird. Die folgenden Angaben ersetzen nicht die rechtsverbindliche Auskunft der Denkmalschutzbehörde.

## Bodendenkmäler in Goldbach
| Lage       | Objekt | Akten-Nr.     | Bild           |
| ---------- | --- | ------------- | -------------- |
| (Standort) | Bestattungsplatz mit Grabhügeln vorgeschichtlicher Zeitstellung.                                                             | D-6-5920-0031 |                |
| (Standort) | Grabhügel vorgeschichtlicher Zeitstellung.                                                                                   | D-6-5920-0032 |                |
| (Standort) | Flachgräber der Urnenfelderzeit.                                                                                             | D-6-5921-0001 |                |
| (Standort) | Grabhügel vorgeschichtlicher Zeitstellung.                                                                                   | D-6-5921-0002 |                |
| (Standort) | Grabhügel vorgeschichtlicher Zeitstellung.                                                                                   | D-6-5921-0003 |                |
| (Standort) | Untertägige Teile der ehemaligen St.-Nikolaus-Kirche des Mittelalters und der frühen Neuzeit, Abbruch 1894/95; mit Kirchhof. | D-6-5921-0111 |                |
| (Standort) | Spätmittelalterliche und frühneuzeitliche Befunde im Bereich der ehemaligen Kapelle von Unterafferbach.                      | D-6-5921-0113 |                |
| (Standort) | Brandgräber der Urnenfelderzeit.                                                                                             | D-6-6021-0015 |                |
| (Standort) | Brandgräber der Urnenfelderzeit und Siedlung der späten Hallstatt- und frühen Latènezeit.                                    | D-6-6021-0016 |                |
| (Standort) | Brandgräber der Urnenfelderzeit.                                                                                             | D-6-6021-0017 |                |
| (Standort) | Mittelalterlicher Burgstall Kugelburg.                                                                                       | D-6-6021-0018 | weitere Bilder |
| (Standort) | Archäologische Befunde des Mittelalters und der Neuzeit im Bereich des Hofgutes Obergartenhof.                               | D-6-6021-0058 |                |
| (Standort) | Archäologische Befunde des Mittelalters und der Neuzeit im Bereich des Hofgutes Untergartenhof.                              | D-6-6021-0059 |                |